# Doppeleiche

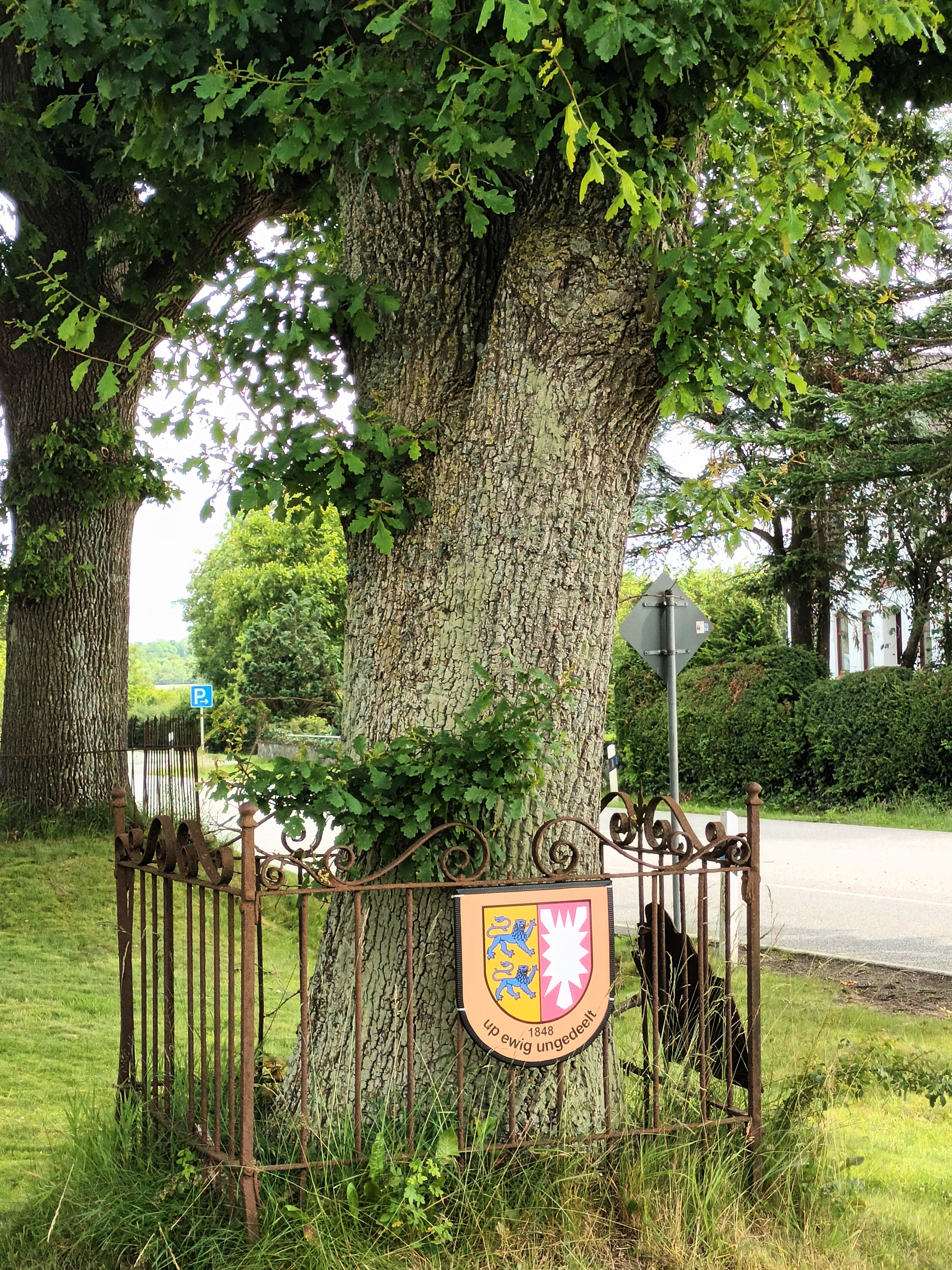
Doppeleiche in Twedt. Im Hintergrund links eine Friedenseiche.

Die Doppeleiche ist eine Eiche mit zwei Stämmen, die manchmal im unteren Teil zusammengewachsen sind und eine gemeinsame Krone bilden. Sie wurde im Zuge des Konflikts zwischen Dänen und Deutschen über den völkerrechtlichen Status Schleswig-Holsteins und insbesondere die nationale Zugehörigkeit Schleswigs Mitte des 19. Jahrhunderts zum Symbol für die Zusammengehörigkeit der Herzogtümer Schleswig und Holstein stilisiert.

## Symbolik im Konflikt um Schleswig-Holstein im 19. Jahrhundert
Mitte des 19. Jahrhunderts entwickelte sich in den Herzogtümern Schleswig und Holstein ein nationalpolitischer Konflikt zwischen Dänisch- und Deutschgesinnten über die nationale Zugehörigkeit Schleswigs, der letztlich in zwei Kriegen mündete. Die Doppeleiche wurde in diesem Zusammenhang zu einem Symbol für das von deutscher Seite eingeforderte vereinigte deutsche Schleswig-Holstein in Auslegung des Vertrags von Ripen von 1460, nach dem Schleswig und Holstein „Up ewig ungedeelt“ (Auf ewig ungeteilt) bleiben sollten. Auch wenn mit der Formulierung des Ripener Vertrages ausschließlich die Ländereien der Adels gemeint waren, wurde die Formulierung im 19. Jh. bald zu einem auf deutscher Seite populären Schlagwort, das über die Doppeleichen mit ihren beiden (für die beiden Herzogtümer stehenden) Stämmen ihren symbolhaften Ausdruck fand. So wie eine Doppeleiche nicht getrennt werden kann, ohne dass sie schweren Schaden nimmt und ganz oder teilweise abstirbt, sollte Schleswig-Holstein nur als ein ungeteiltes Ganzes – in einem (künftigen) deutschen Nationalstaat – bestehen können. Dem standen Bestrebungen dänischer Nationalliberaler entgegen, das dänische Lehen Schleswig unter Abgabe von Holstein in einen zukünftigen dänischen Nationalstaat zu integrieren. Auf dänischer Seite fanden sie ihre Symbole in Motive wie Mor Danmark und Sønderjyske piger. Rechtlich gesehen war Schleswig ein Lehen Dänemark, aber im 19. Jh. in nationaler und sprachlich-kultureller Hinsicht gespalten – und von einem Neben- und Miteinander von deutsch, dänisch und friesisch geprägt.
Die Eiche wurde (und wird) wegen ihrer kultischen Bedeutung für die Germanen als „deutscher Baum schlechthin“ angesehen. Ferner versinnbildlicht sie in der Heraldik unter anderem Kraft, Beständigkeit, Kampf und Sieg.
Diesen Gedanken drückt auch das Lied „Wanke nicht, mein Vaterland“ aus, wie es 1844 vorgestellt wurde. Darin heißt es in der siebten, letzten Strophe:
Teures Land, du Doppeleiche,
unter einer Krone Dach,
stehe fest und nimmer weiche,
wie der Feind auch dräuen mag!
Schleswig-Holstein, stammverwandt,
wanke nicht, mein Vaterland!
Das Lied ist heute unter dem bekannteren Namen Schleswig-Holstein meerumschlungen die Hymne des Bundeslandes.

## Symbolik im Kaiserreich
1898 jährte sich der Beginn des ersten Schleswig-Holsteinischen Kriegs, also des offenen Ausbruchs von Feindseligkeiten im Schleswig-Holstein-Konflikt, zum fünfzigsten Mal. Aus diesem Anlass wurden vor allem auf dem Gebiet der ehemaligen Herzogtümer Schleswig und Holstein zu Hunderten Doppeleichen gepflanzt, um den nationalen Gedanken in Schleswig-Holstein zu pflegen. Dabei erwiesen sich gerade in ländlichen Gemeinden die Doppeleichen als kostengünstiges Mittel, die zeitgenössische kaiserlich-nationale Gesinnung einerseits und das unteilbare und erfolgreich dem Deutschen Reich gewonnene einige Schleswig-Holstein andererseits darzustellen.

## Symbolik heute
Nachdem Schleswig 1920 zwischen Deutschland und Dänemark geteilt wurde und der Konflikt mit Dänemark um die Grenzen und die Zugehörigkeit Schleswigs längst der Vergangenheit angehört, lebt die Doppeleiche als landestypisches Motiv Schleswig-Holsteins fort.
In Schleswig-Holstein finden sich noch etwa 150 Doppeleichen aus dem 19. Jahrhundert. Von der überwiegenden Zahl ist jedoch allenfalls der Name geblieben, der bei Gasthäusern o. ä. überdauert hat. Ferner lebt der Name bei Vereinen weiter (z. B. TSV Doppeleiche Viöl e. V. von 1923). Verschiedene schleswig-holsteinische Gemeinden führen die Doppeleiche im Wappen:

Wappen der Gemeinde Beldorf
Wappen der Gemeinde Itzstedt
Wappen der Gemeinde Jagel
Wappen der Gemeinde Looft
Wappen der Gemeinde Rickert
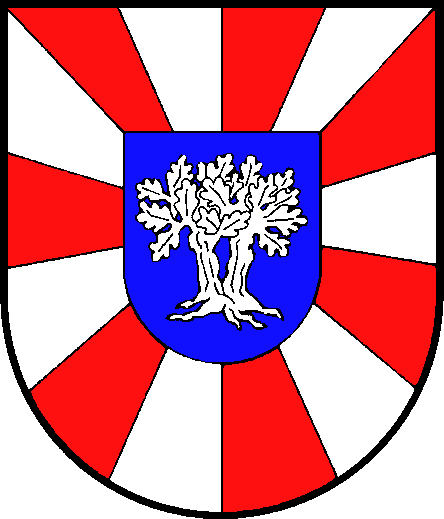
Wappen des ehemaligen Amt Hohenwestedt-Land

Zuweilen wird die Doppeleiche nur angedeutet, so beispielsweise durch zwei Eichenblätter in den Wappen der Gemeinden Goltoft (Kreis Schleswig-Flensburg) und Fleckeby (Kreis Rendsburg-Eckernförde). Im letzteren weist das Motiv auf das Zusammenwachsen zweier Teile hin, wie es die Doppeleiche symbolisiert, allerdings zeitgemäßer aus Anlass der Zusammenlegung der Gemeindeteile Fleckeby und Götheby-Holm im Jahre 1974. Ähnliches symbolisiert auch die Doppeleiche im Wappen der Gemeinde Rabenkirchen-Faulück, Kreis Schleswig-Flensburg. Sie geht zwar einerseits auf eine tatsächlich vorhandene Doppeleiche zurück, soll aber zugleich auf den Zusammenschluss von Rabenkirchen und Faulück im Jahre 1971 hinweisen. Die unten getrennten Stämme wachsen (symbolisch) seither in einem gemeinsamen Stamm mit gemeinsamer Krone weiter und variieren so das Doppeleichenmotiv.

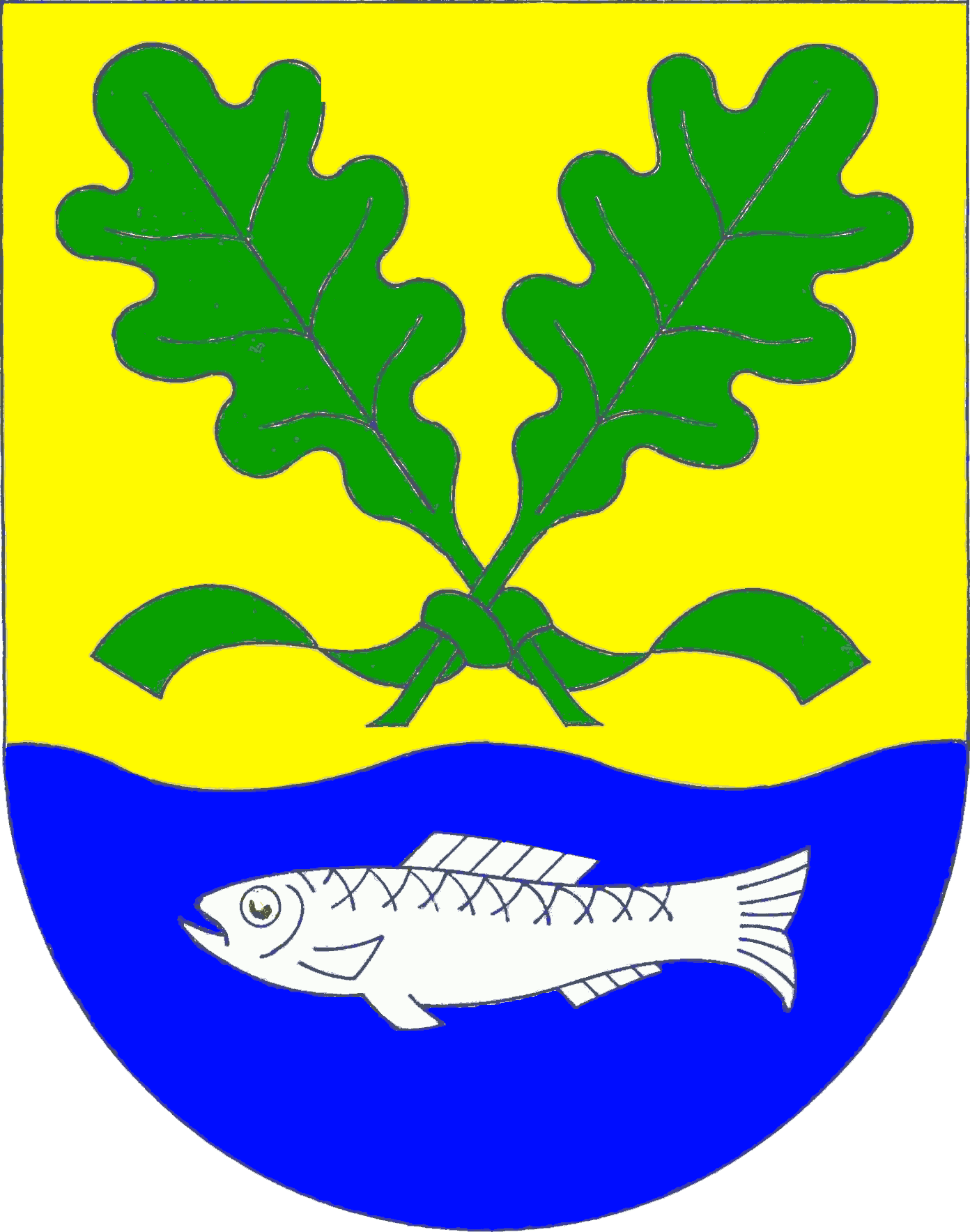
Wappen der Gemeinde Goltoft
Wappen der Gemeinde Fleckeby
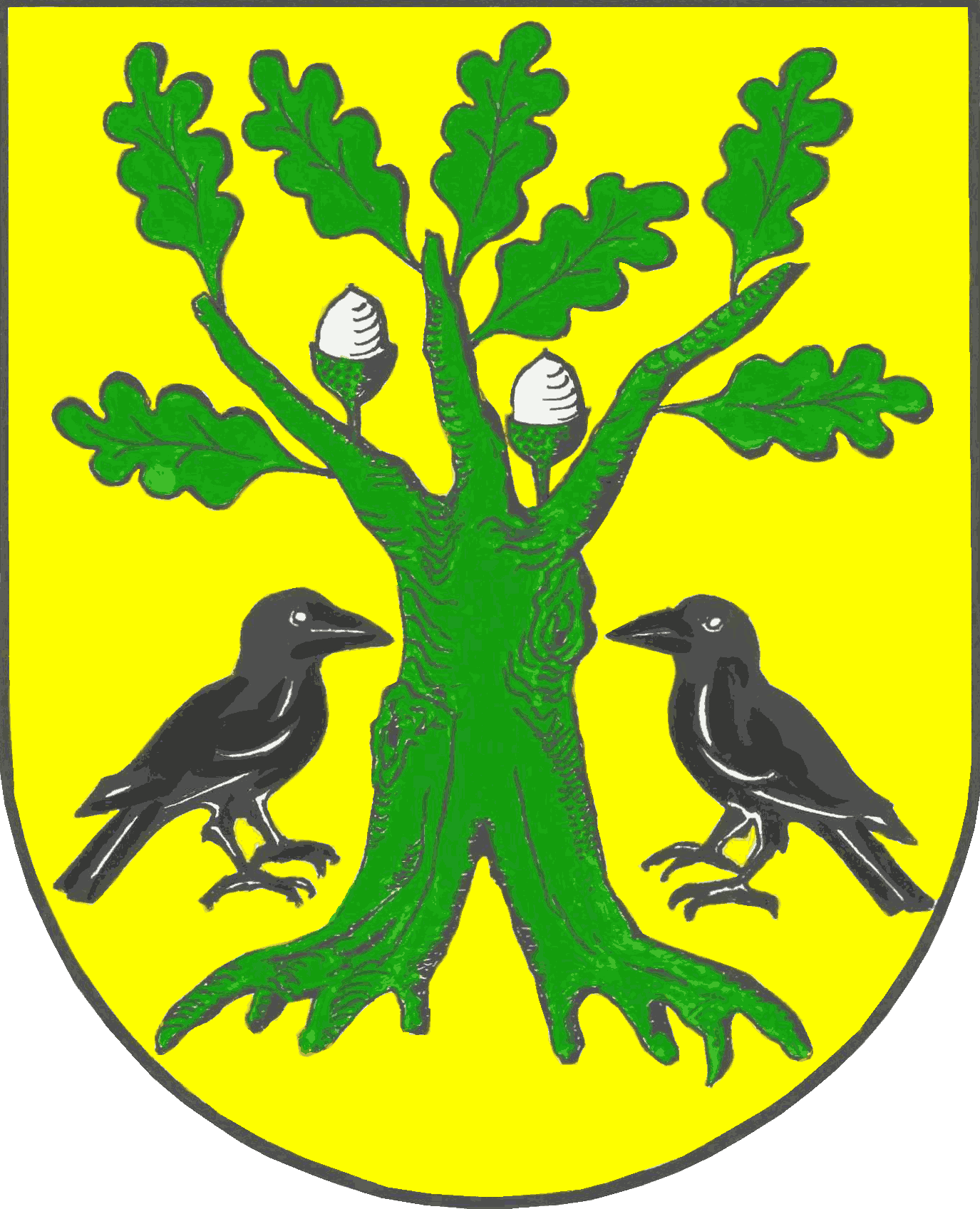
Wappen der Gemeinde Rabenkirchen-Faulück

## Bilder

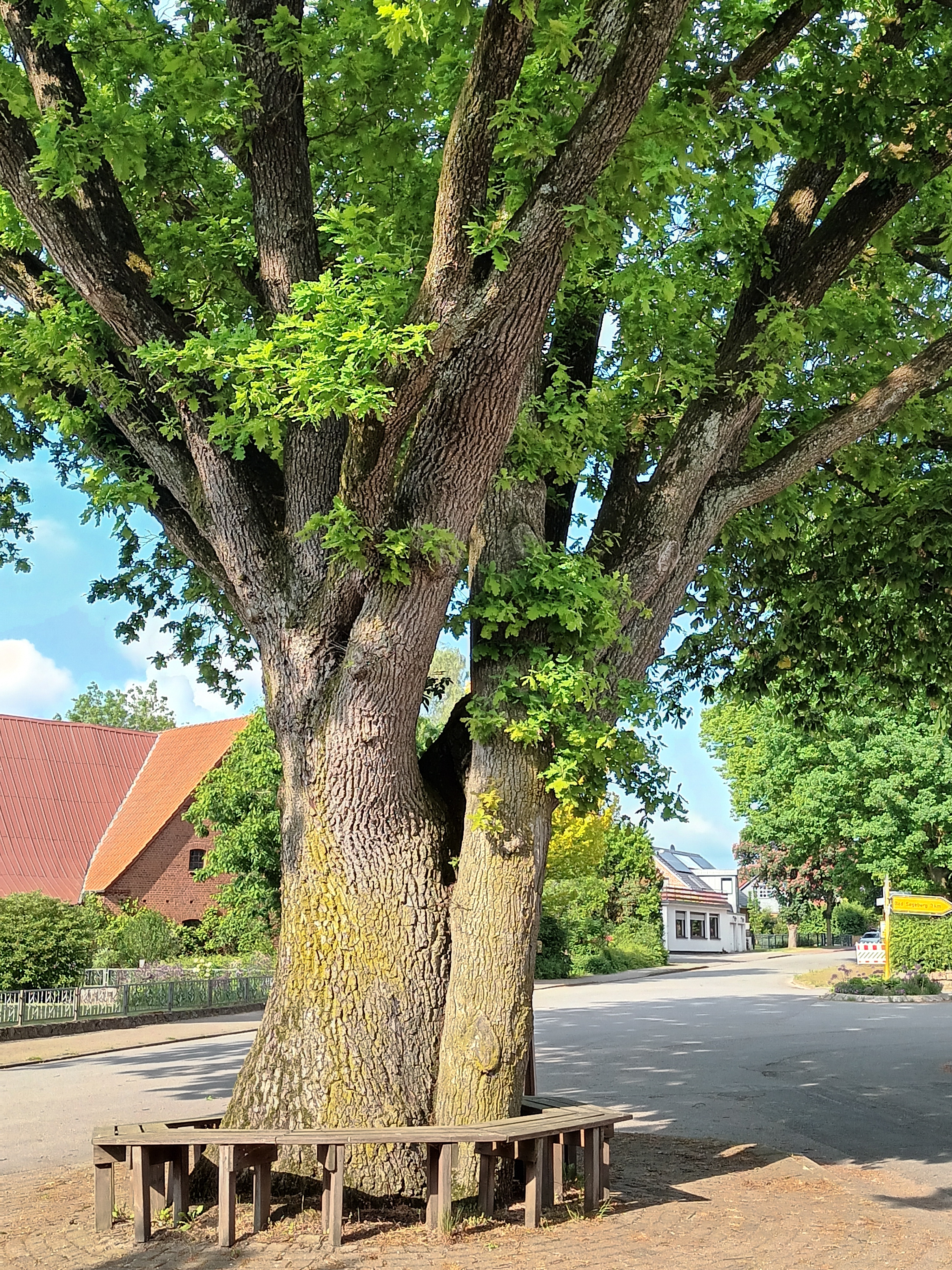
Stipsdorf
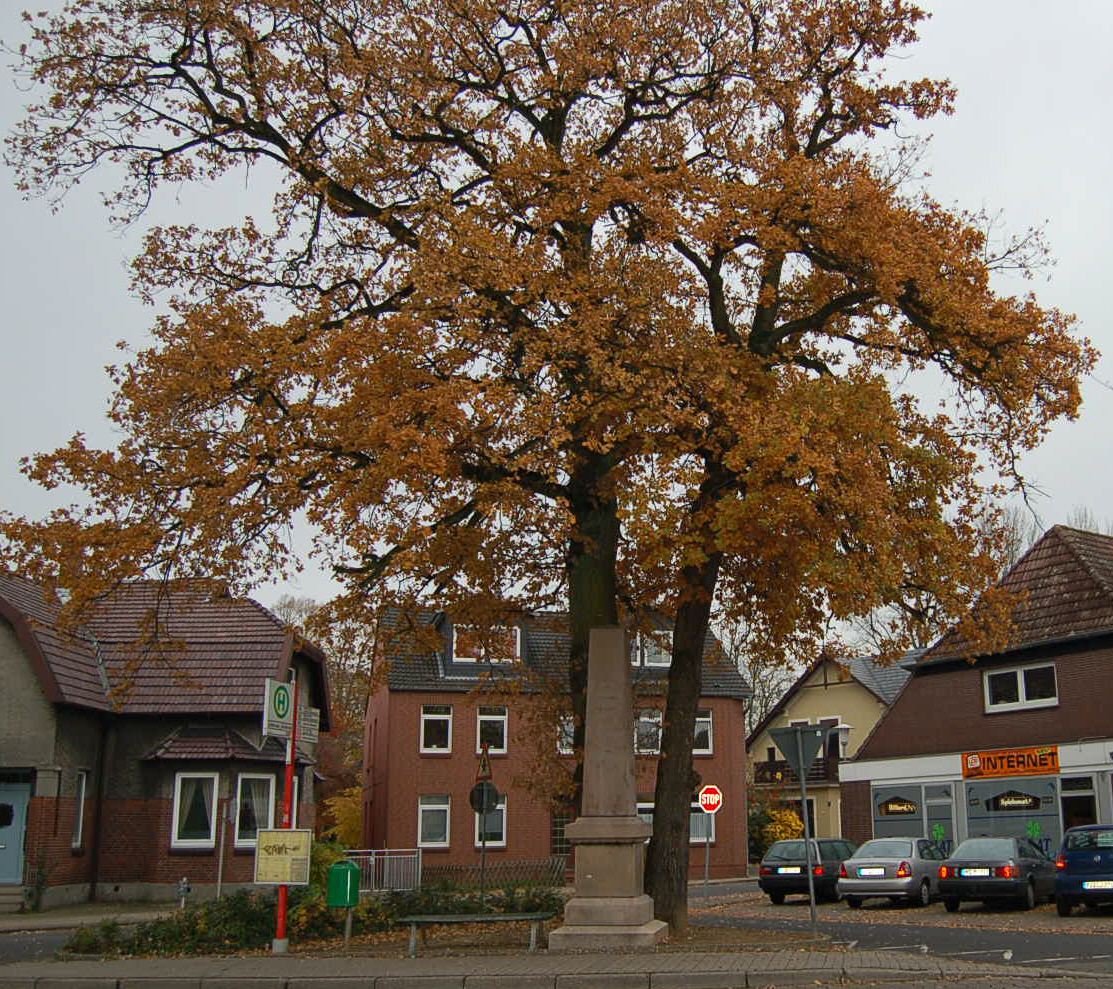
Uetersen
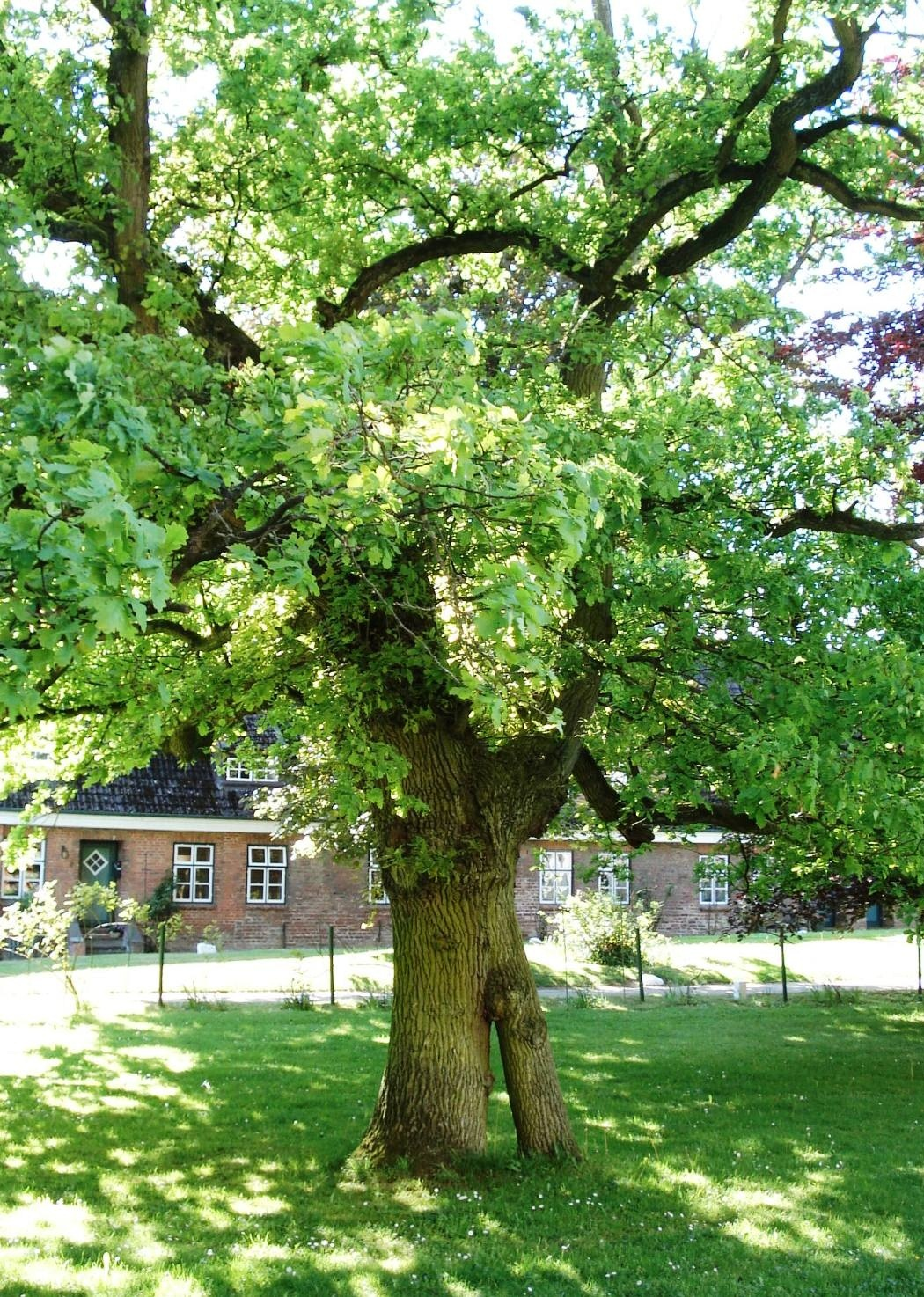
Kloster Preetz
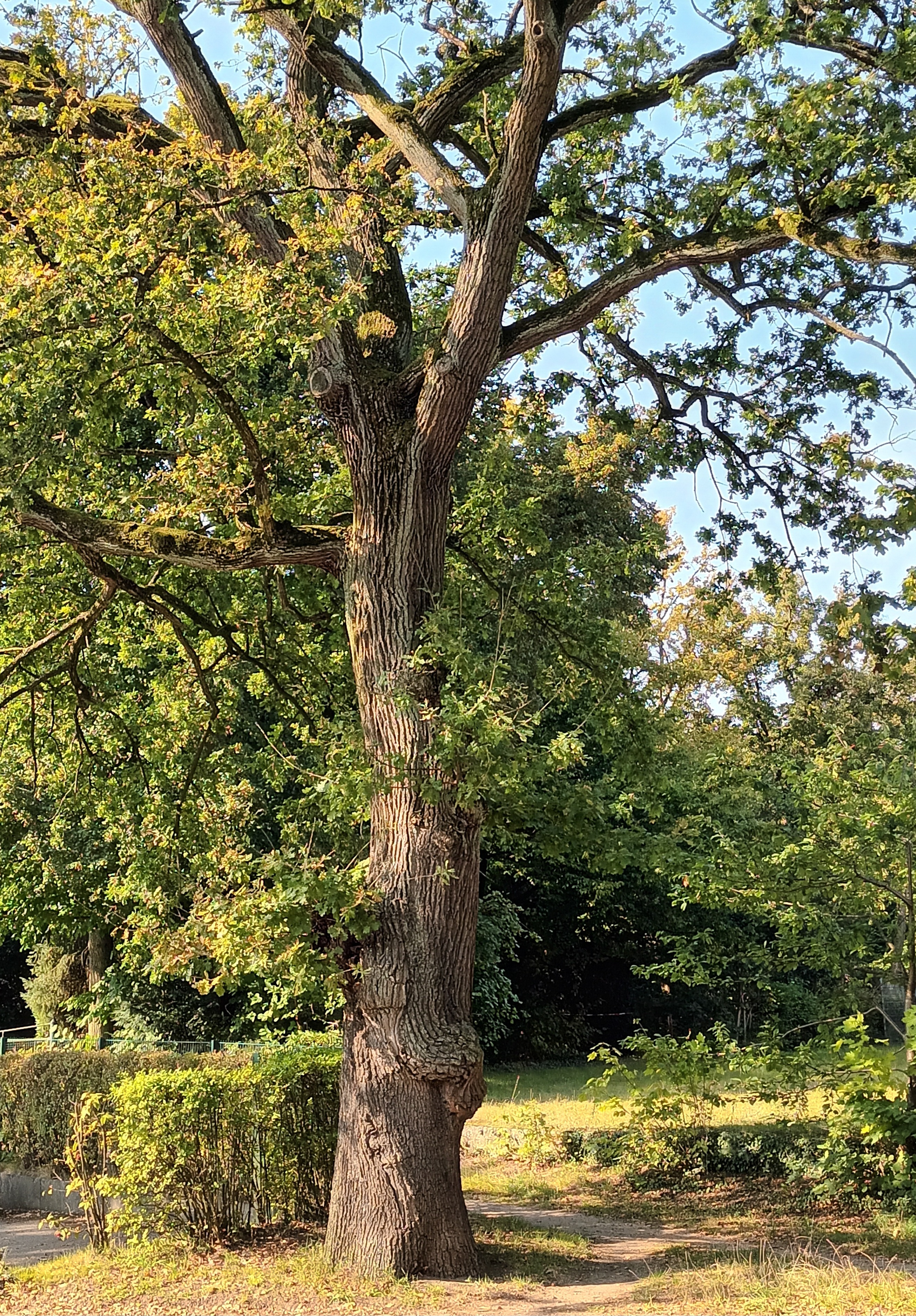
Quickborn